# Kältebus
Ein Kältebus (auch Wärmebus, Kältehilfebus oder Mitternachtsbus) ist ein Angebot in der Obdachlosenhilfe. Zwischen November und März fahren haupt- und ehrenamtliche Mitarbeiter von Hilfsorganisationen nachts durch Großstädte und suchen Obdachlose auf. Die Kältebus-Mitarbeiter versuchen zunächst mit ihnen ins Gespräch zu kommen. Sie bieten ihre Hilfe in Form von heißen Getränken, Kleidung oder einem warmen Schlafsack an. Wer aufgrund seines körperlichen oder geistigen Zustands nicht selbst in der Lage ist, eine Notschlafstelle aufzusuchen, bekommt das Angebot, in eine Notübernachtung gebracht zu werden. Erfolgreich ist das Konzept nur, wenn es von den Obdachlosen akzeptiert wird.
In Berlin unterhalten die Berliner Stadtmission im Rahmen der Berliner Kältehilfe einen Kältebus und der Landesverband des Deutschen Roten Kreuzes einen Wärmebus.
In Hamburg fährt der Kältebus Hamburg von November bis März von 19 bis 24 Uhr im gesamten Stadtgebiet und wird vom Verein CaFée mit Herz betrieben.
In der bayerischen Landeshauptstadt gibt es nach Berliner Vorbild den sog. Münchner Kältebus, welcher von Oktober bis März täglich im Einsatz ist.
In Stuttgart gibt es einen Kältebus der Stadt Stuttgart, betrieben durch das DRK Stuttgart. Dieser ist von Dezember bis März bei Temperaturen unter 0 °C im Stadtgebiet unterwegs.
In Köln gibt es den Versorgungsbus, der Bus ist montags und mittwochs mit warmem Essen, Getränken, Obst, Kleidung, Isomatten und Schlafsäcken an festen Haltestellen und danach individuell im Einsatz.
In Bremen fahren die Johanniter zweimal die Woche – freitags und sonntags – mit dem Kältebus zum Hauptbahnhof und versorgen die Obdachlosen.
In Hannover ist der Johanniter-Kältebus dreimal pro Woche unterwegs und unterstützt Obdachlose mit heißen Getränken, warmem Essen und Bekleidung.
In Oldenburg unterstützen die Johanniter Wohnungslose zweimal wöchentlich mit dem Kältebus am Bahnhofsvorplatz.
In Frankfurt am Main gibt es einen Kältebus, welcher in „der kalten Jahreszeit“ täglich Sichtungsfahrten durch die Stadt durchführt und Obdachlose mit Schlafsäcken, Decken, Heißgetränken und gegebenenfalls einer Fahrt in eine Unterkunft versorgt. Betrieben wird der Frankfurter Kältebus durch den Frankfurter Verein für soziale Heimstätten.

## Ähnliche Angebote
In einigen weiteren Städten wie Krefeld, Mainz, Saarbrücken und Bielefeld gibt es (Stand: 2016) ebenfalls Angebote, die unter dem Namen Kältebus laufen. Ferner werden unter Namen wie Kältehilfebus in Berlin oder Mitternachtsbus in Hamburg ähnliche Projekte der Obdachlosenarbeit angeboten.